# 신 정보 7DAYS 뉴스 캐스터
『정보 7DAYS 뉴스 캐스터』는 TBS 텔레비전 및 JNN 계열국에서 2008년 10월 4일부터 방송되고 있는 주말 심야 보도 정보 프로그램이다. 방송 시간은 매주 토요일 22:00 - 23:24 (JST). 2014년 4월 5일부터는 『신 정보 7DAYS 뉴스 캐스터』로 명칭을 바꾸고 분위기를 일신했다.

## 출연진
- 비트 타케시（프리 자유기고가）
- 아즈미 신이치로（TBS 아나운서）
- 아라이 에리나
- 사이토 타카시

## 주제가
| 기간                          | 여는 곡                                      | 닫는 곡                                      |
| ----------------------------- | -------------------------------------------- | -------------------------------------------- |
| 2008年10月4日 - 2010年3月20日 | Cornish 「Look hard」                        | Kazumasa Oda "For children who are born"」   |
| 2010年4月10日 - 2012年6月30日 | Cornish 「Look hard」                        | （Piano arrangement version of the opening） |
| 2012年7月7日 - 2014年3月15日  | Yasuyoshi Suzuki・Kiyoka Yamamoto 「Kioku.」 | （Piano arrangement version of the opening） |
| 2014年4月5日 - 現在           | Cornish 「CLIFF」                            | Cornish 「CLIFF」                            |

## 편성국
| 방송 대상 지방       | 방송국                   | 계열국  | 방송 시간            | 비고      |
| -------------------- | ------------------------ | ------- | -------------------- | --------- |
| 간토 광역권          | TBS 텔레비전（TBS）      | TBS계열 | 토요일 22:00 - 23:24 | 제작국    |
| 홋카이도             | 홋카이도 방송（HBC）     | TBS계열 | 토요일 22:00 - 23:24 | 동시 편성 |
| 아오모리현           | 아오모리 TV（ATV）       | TBS계열 | 토요일 22:00 - 23:24 | 동시 편성 |
| 이와테현             | IBC 이와테 방송（IBC）   | TBS계열 | 토요일 22:00 - 23:24 | 동시 편성 |
| 미야기현             | 도호쿠 방송（TBC）       | TBS계열 | 토요일 22:00 - 23:24 | 동시 편성 |
| 야마가타현           | TV-U 야마가타（TUY）     | TBS계열 | 토요일 22:00 - 23:24 | 동시 편성 |
| 후쿠시마현           | TV-U 후쿠시마（TUF）     | TBS계열 | 토요일 22:00 - 23:24 | 동시 편성 |
| 야마나시현           | TV 야마나시（UTY）       | TBS계열 | 토요일 22:00 - 23:24 | 동시 편성 |
| 나가노현             | 신에쓰 방송（SBC）       | TBS계열 | 토요일 22:00 - 23:24 | 동시 편성 |
| 니가타현             | 니가타 방송（BSN）       | TBS계열 | 토요일 22:00 - 23:24 | 동시 편성 |
| 시즈오카현           | 시즈오카 방송（SBS）     | TBS계열 | 토요일 22:00 - 23:24 | 동시 편성 |
| 도야마현             | 튤립 TV（TUT）           | TBS계열 | 토요일 22:00 - 23:24 | 동시 편성 |
| 이시카와현           | 호쿠리쿠 방송（MRO）     | TBS계열 | 토요일 22:00 - 23:24 | 동시 편성 |
| 주쿄 광역권          | 주부닛폰 방송（CBC）     | TBS계열 | 토요일 22:00 - 23:24 | 동시 편성 |
| 긴키 광역권          | 마이니치 방송（MBS）     | TBS계열 | 토요일 22:00 - 23:24 | 동시 편성 |
| 돗토리현・시마네현   | 산인 방송（BSS）         | TBS계열 | 토요일 22:00 - 23:24 | 동시 편성 |
| 오카야마현・가가와현 | RSK산요방송（RSK）       | TBS계열 | 토요일 22:00 - 23:24 | 동시 편성 |
| 히로시마현           | 주고쿠 방송（RCC）       | TBS계열 | 토요일 22:00 - 23:24 | 동시 편성 |
| 야마구치현           | TV 야마구치（tys）       | TBS계열 | 토요일 22:00 - 23:24 | 동시 편성 |
| 에히메현             | 아이 TV（itv）           | TBS계열 | 토요일 22:00 - 23:24 | 동시 편성 |
| 고치현               | TV 고치（KUTV）          | TBS계열 | 토요일 22:00 - 23:24 | 동시 편성 |
| 후쿠오카현           | RKB 마이니치 방송（RKB） | TBS계열 | 토요일 22:00 - 23:24 | 동시 편성 |
| 나가사키현           | 나가사키 방송（NBC）     | TBS계열 | 토요일 22:00 - 23:24 | 동시 편성 |
| 구마모토현           | 구마모토 방송（RKK）     | TBS계열 | 토요일 22:00 - 23:24 | 동시 편성 |
| 오이타현             | 오이타 방송（OBS）       | TBS계열 | 토요일 22:00 - 23:24 | 동시 편성 |
| 미야자키현           | 미야자키 방송（mrt）     | TBS계열 | 토요일 22:00 - 23:24 | 동시 편성 |
| 가고시마현           | 미나미니혼 방송（MBC）   | TBS계열 | 토요일 22:00 - 23:24 | 동시 편성 |
| 오키나와현           | 류큐 방송（RBC）         | TBS계열 | 토요일 22:00 - 23:24 | 동시 편성 |